# Walter Helmut Fritz
Walter Helmut Fritz (* 26. August 1929 in Karlsruhe; † 20. November 2010 in Heidelberg) war ein deutscher Lyriker, Essayist und Romancier.

## Leben und Werk
Walter Helmut Fritz stammte aus einer Architektenfamilie. Er wuchs in Waldprechtsweier, Rastatt und Karlsruhe auf. Nachdem er im Jahre 1949 das Abitur abgelegt hatte, studierte er bis 1954 Literaturwissenschaft, Philosophie und neuere Sprachen an der Ruprecht-Karls-Universität Heidelberg. Anschließend war er als Gymnasiallehrer in Karlsruhe tätig. Seit 1964 war er freier Schriftsteller. Anfangs lehrte er daneben zeitweise als Dozent an der Technischen Hochschule Karlsruhe, und von 1968 bis 1970 war er Lektor im S. Fischer Verlag in Frankfurt am Main.
Walter Helmut Fritz hat neben einigen Romanen und gelegentlichen Essays in erster Linie Lyrik veröffentlicht. Er galt als Vertreter einer „stillen“, lakonischen Form des Gedichts; im Mittelpunkt steht dabei die nüchterne Schilderung von Natur- und Alltagsbeobachtungen, die häufig der Illustration psychischer Zusammenhänge und Entwicklungen dient.
Walter Helmut Fritz war Mitglied des P.E.N.-Zentrums Deutschland, der Bayerischen Akademie der Schönen Künste in München, der Akademie der Wissenschaften und der Literatur in Mainz sowie der Deutschen Akademie für Sprache und Dichtung in Darmstadt.

## Werke

### Einzeltitel und Anthologien
- Achtsam sein. Biel 1956.
- Bild Zeichen. Hamburg 1958.
- Veränderte Jahre. Gedichte, Stuttgart 1963.
- Gedichte. Darmstadt 1964.
- Grenzland. Darmstadt 1964.
- Treibholz. Frankfurt am Main 1964.
- Umwege. Prosa, Stuttgart 1964.
- Zwischenbemerkungen. Aufzeichnungen. Stuttgart 1964.
- Augenblicke. Prosa. Stuttgart 1964.
- Abweichung. Roman. Stuttgart 1965.
- Die Zuverlässigkeit der Unruhe. Neue Gedichte. Hamburg 1966.
- Jean Cayrols „lazarenische“ Prosa. Mainz 1967.
- Bemerkungen zu einer Gegend. Frankfurt am Main 1969.
- Möglichkeiten des Prosagedichts anhand einiger französischer Beispiele. Mainz 1969.
- Die Verwechslung. Roman. Frankfurt am Main 1970. Neuauflage: Karlsruhe 1985, ISBN 3-86059-058-8.
- Friedrich Bentmann (Hrsg.): Teilstrecken. Karlsruhe 1971.
- Aus der Nähe. Gedichte 1967–1971. Hamburg 1972.
- Die Beschaffenheit solcher Tage. Roman. Hamburg 1972.
- Bevor uns Hören und Sehen vergeht. Roman. Hamburg 1975, ISBN 3-455-02257-X.
- Kein Alibi. Mit Radierungen von Johannes Schreiter, Duisburg 1975.
- Der Tag wächst über den Weg. Zürich 1975.
- Bäume. Recke 1976.
- Die Besucher. Frankfurt am Main 1976.
- Schwierige Überfahrt. Gedichte. Hamburg 1976, ISBN 3-455-02259-6.
- Sehnsucht. Gedichte und Prosagedichte. Hamburg 1978, ISBN 3-455-02261-8.
- Auch jetzt und morgen. Gedichte. Pfaffenweiler 1979, ISBN 3-921365-26-0.
- Gesammelte Gedichte. Hamburg 1979, ISBN 3-455-02262-6.
- Einen Felsen durchbohren. Neun Gedichte. Leonberg 1980.
- Liebesgedichte aus Goethes „West-östlichem Divan“. Mainz 1980.
- Wer hat sich nicht getäuscht? Gedichte. Zürich 1980.
- Wunschtraum Alptraum. Gedichte und Prosagedichte 1979–1981. Hamburg 1981, ISBN 3-455-02263-4.
- Werkzeuge der Freiheit. Gedichte. Hamburg 1983, ISBN 3-455-02264-2.
- Gespräch über Gedichte. Stuttgart 1984.
- 'Cornelias Traum' und andere Aufzeichnungen. Hamburg 1985, ISBN 3-455-02266-9.
- Wie nie zuvor. Gedichte. Mit Holzschnitten von Alfred Pohl Pfaffenweiler 1986, ISBN 3-921365-83-X.
- Immer einfacher, immer schwieriger. Gedichte und Prosagedichte 1983–1986. Hamburg 1987, ISBN 3-455-01880-7.
- mit Franz Bernhard: Linien. Bonn 1988.
- Unaufhaltbar. Gedichte. Warmbronn 1988, ISBN 3-924316-26-0.
- Mit einer Feder aus den Flügeln des Ikarus. Ausgewählte Gedichte und Prosagedichte. Frankfurt am Main 1989.
- Zeit des Sehens. Prosa. Hamburg 1989, ISBN 3-455-02267-7.
- Kein Aufschub. Bergen, Holland 1990.
- Die Schlüssel sind vertauscht. Gedichte und Prosagedichte 1987–1991. Hamburg 1992, ISBN 3-455-02268-5.
- Teil der Dunkelheit. Gedichte mit Zeichnungen von Heidelore Goldammer, Warmbronn 1993, ISBN 3-924316-63-5.
- Schon ein gleichgültiger Blick sei ein Totschlag. Gedichtzyklus, in: Karl Bohrmann – Zeichnungen. Stuttgart 1993, ISBN 3-87173-998-7.
- Gesammelte Gedichte 1979–1994. Hamburg 1994, ISBN 3-455-02269-3.
- Klaus Isele (Hrsg.): Pulsschlag. Gedichte. Eggingen 1996.
- Das offene Fenster. Prosagedichte. Hamburg 1997, ISBN 3-455-02312-6.
- mit Franz Bernhard: … als beginne eine Erzählung. Karlsruhe 1999.
- Rainer Malkowski (Hrsg.): Ausgewählte Gedichte und Prosa. Mit Beiträgen zu Fritz von Hans Bender, Elisabeth Borchers, Hugo Dittberner, Tankred Dorst, Peter Härtling, Ludwig Harig, Harald Hartung, Bruno Hillebrand, Dieter Hoffmann, Wulf Kirsten, Eckart Kleßmann, Michael Krüger, Barbara König, Paul Michael Lützeler, Rainer Malkowski, Uwe Pörksen, Herbert Rosendorfer, Helga Schütz, Arnold Stadler, Guntram Vesper, Dieter Wellershoff, Erwin Wickert, Bernhard Zeller u. Gerda Zeltner. Darmstadt: Wiss. Buchgesellschaft 1999. (= Mainzer Reihe. 89. Autoren sehen einen Autor.), ISBN 3-534-14772-3 bzw., ISBN 3-89244-845-0.
- Was einmal im Geist gelebt hat. Aufzeichnungen. Heidelberg 1999, ISBN 3-88423-159-6.
- Zugelassen im Leben. Gedichte. Hamburg 1999, ISBN 3-455-02242-1.
- Matthias Kußmann (Hrsg.): Die Liebesgedichte. Darmstadt 2002, Neuauflage Göttingen 2004, ISBN 3-89244-852-3.
- Maskenzug – Gedichte. Hamburg 2003, ISBN 3-455-02243-X.
- mit Franz Bernhard: Unterwegs. Materialbilder, Aufzeichnungen. Stuttgart 2003, ISBN 3-87173-273-7.
- Mein Lesezeichen. Gedicht mit einer Rede von Harald Hartung, Hauzenberg 2004, ISBN 3-931883-37-X.
- Matthias Kußmann (Hrsg.): Offene Augen. Gedichte und Aufzeichnungen. Hamburg 2007.
- Matthias Kußmann (Hrsg.): Herzschlag. Die Liebesgedichte. mit einem Vorwort von Michael Krüger, Hamburg 2008.
- Matthias Kußmann (Hrsg.): Werke in drei Bänden. Band 1: Gedichte, Prosagedichte. Band 2: Romane, Prosa. Band 3: Hörspiel, Theaterstück, Aufsätze. Hamburg 2009.

### Ausgewählte Gedichte
- Ich weiß nicht (Der Tag ist blaß und klar)
- Fahrt in den Regen (Regen gegen die Scheibe)[1]

### Herausgabe
- Romanfiguren. Mainz 1971.
- Über Karl Krolow. Frankfurt am Main 1972.
- Karl Krolow: Ein Lesebuch. Frankfurt am Main 1975.

### Übersetzung
- Alain Bosquet: J'écrirai ce poème. Darmstadt 1965.
- Jean Follain: Gedichte. Ebenhausen bei München 1962.
- Philippe Jaccottet: Fin d'hiver. Darmstadt 1965.
- René Ménard: Entre deux Pierres. Darmstadt 1964.
- Claude Vigée: Netz des Windes. Frankfurt 1968.

## Auszeichnungen
- 1957 und 1960 Kulturpreis der Stadt Karlsruhe für lyrische Dichtung
- 1962 Ehrengabe der Bayerischen Akademie der Schönen Künste
- 1963 Villa-Massimo-Stipendium
- 1973 Ehrengabe des Kulturkreises im Bundesverband der Deutschen Industrie e. V.; Förderpreis Literatur zum Kunstpreis Berlin
- 1986 Literaturpreis der Stadt Stuttgart
- 1991 Deidesheimer Turmschreiber
- 1992 Georg-Trakl-Preis
- 1994 Oberrheinischer Kulturpreis
- 1995 Großer Literaturpreis der Bayerischen Akademie der Schönen Künste